# Metacentro transversal

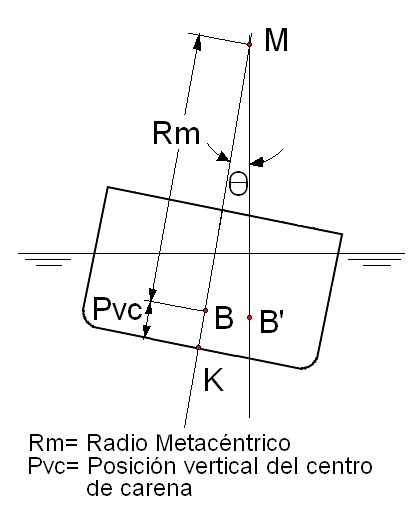
Metacentro transversal inicial, Radio metacéntrico.

Metacentro transversal inicial:Supóngase un buque con volumen de carena igual a V, y su centro de carena en el punto. B. Si luego lo escoramos un ángulo {\displaystyle \theta } sin alterar el desplazamiento, entonces el centro de carena adoptará una nueva posición B', tal como se muestra en la figura. La recta de acción del empuje que antes pasaba por B ahora pasará por B', Prolongando esa recta hasta cortar el plano de la crujía, o dicho de otro modo a la recta de acción primitiva para cuando el buque estaba adrizado, tendremos en la intersección de ambas rectas, el punto M. La coordenada vertical de este punto variará con el ángulo de escora, pero para inclinaciones no mayores a 10º se puede asumir como invariable y recibe el nombre de metacentro transversal inicial, ó abreviadamente metacentro transversal.
Dado que por definición el metacentro se encuentra en la vertical del centro de carena del buque adrizado, bastará con conocer la distancia vertical BM para fijar su posición.
Se demuestra que: {\displaystyle {\overline {BM}}={\frac {I}{V}}}
Donde :
- l Es el momento de inercia de la superficie de flotación con respecto a su eje baricéntrico longitudinal.
- V Es el volumen de carena.

(Ver momento de inercia de superficies)
Resulta en la práctica más cómodo referirse a la posición vertical de M con respecto a la línea base de construcción, esto es, el segmento {\displaystyle {\overline {KM}}}.
tendremos entonces que {\displaystyle {\overline {KM}}={\overline {KB}}+{\overline {BM}}}.
Dado que l y V varían con el calado, entonces {\displaystyle {\overline {BM}}} también,
por tanto el Radio metacéntrico será un propiedad geométrica de la carena o atributo de la misma. Lo propio ocurre con el segmento {\displaystyle {\overline {KM}}} por tal motivo se gráfica en las curvas de atributos de la carena derecha la coordenada vertical según el calado.